# Baraolt
Baraolt (Hongaars: Barót) is een stad (oraș) in het Roemeense district Covasna. De stad telt 9670 inwoners (2002). Baraolt ligt in het Szeklerland, een van oorsprong Hongaars gebied. Sinds het verdrag van Trianon aan het eind van de Eerste Wereldoorlog behoort Baraolt, evenals de rest van Transsylvanië, bij Roemenië.
Baraolt was van oudsher een mijnswerkersstad, maar sinds de sluiting van de mijnen (begin jaren 90 van de vorige eeuw), leeft men vooral van de landbouw.
De bevolking van Baraolt onderhoudt nauwe banden met Nederland. De gereformeerde kerk is ontworpen door een Zeeuwse architect en het ziekenhuis wordt al sinds 1991 ondersteund door een hulpcomité uit Goes.

## Afbeeldingen

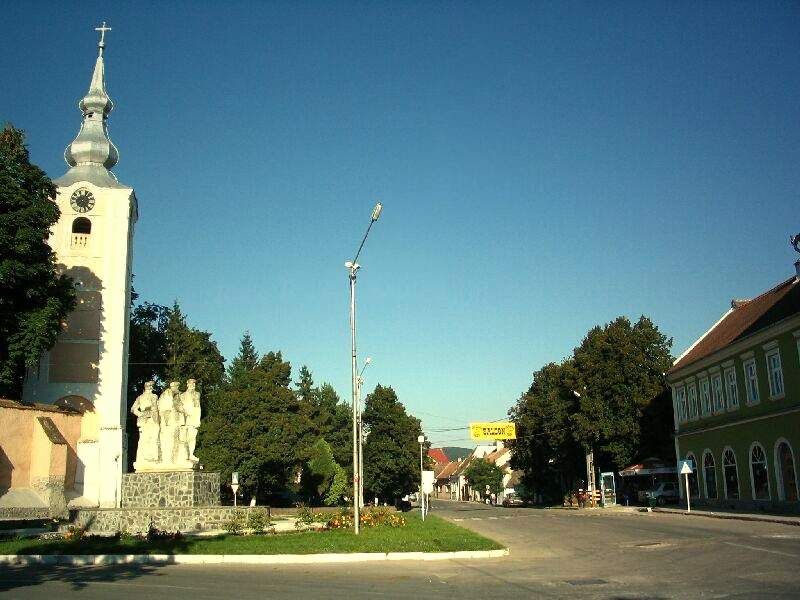
Centrum met Rooms Katholieke kerk
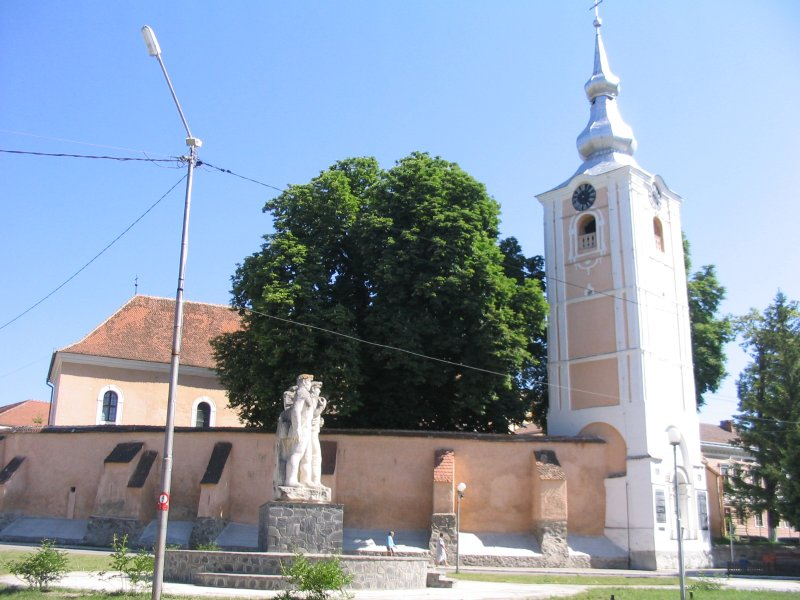
Rooms Katholieke kerk
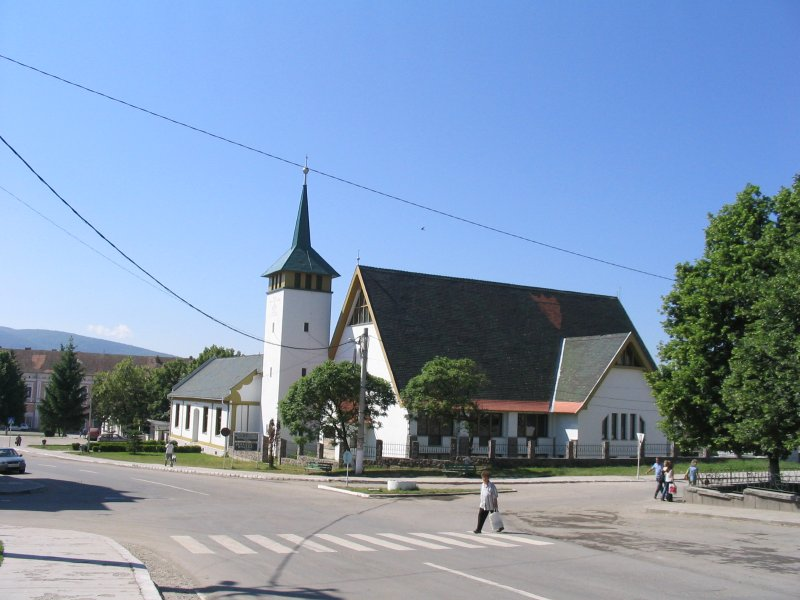
Hongaars Gereformeerde Kerk

Steden met gemeentestatus: Sfântu Gheorghe · Târgu Secuiesc

Steden zonder gemeentestatus: Baraolt · Covasna · Întorsura Buzăului